# Peilstein
Peilstein är ett berg i Österrike.   Det ligger i distriktet Baden och förbundslandet Niederösterreich, i den östra delen av landet, 30 km sydväst om huvudstaden Wien. Toppen på Peilstein är 614 meter över havet.
Terrängen runt Peilstein är huvudsakligen kuperad, men åt nordost är den platt. Runt Peilstein är det ganska tätbefolkat, med 172 invånare per kvadratkilometer.. Närmaste större samhälle är Berndorf, 9,0 km sydost om Peilstein. 
I omgivningarna runt Peilstein växer i huvudsak blandskog.